# Burg Alter Falkenstein
Die Burg Alter Falkenstein, auch Burg Alt-Falkenstein genannt, im Harz ist ein Burgstall einer hochmittelalterlichen Höhenburg im Stadtgebiet von Falkenstein/Harz im sachsen-anhaltischen Landkreis Harz. Sie wurde im 11. Jahrhundert erbaut und im Jahr 1115 zerstört.

## Geographische Lage
Der Burgstall Alter Falkenstein befindet sich im östlichen Harzteil Mansfelder Land zwischen Mägdesprung (nördlicher Ortsteil von Harzgerode) und Meisdorf (südwestlicher Ortsteil von Falkenstein/Harz) auf einem Felsrücken (335,6 m ü. NHN) oberhalb des Tals der Selke. In bewaldeter Landschaft des Naturparks Harz/Sachsen-Anhalt liegt er im Naturschutzgebiet Selketal etwa 1,25 Kilometer nordwestlich der nordwestlich von Pansfelde nahe der Kreisstraße 1344 gelegenen Köhlerhütte. Von dort gelangt man auf Waldwegen über die maximal 364,2 m ü. NHN hohe Hirschplatte zum Burgstall.
Etwa 1,8 Kilometer ostnordöstlich liegt die Burg Neuer Falkenstein.

## Geschichte
Die Burg wurde wahrscheinlich unter der Herrschaft des deutschen Kaisers Heinrich IV. errichtet. Architekt war der schwäbische Geistliche und spätere Bischof Benno II. von Osnabrück. Nach der Schlacht am Welfesholz am 11. Februar 1115 wurde die Burg unter der Führung des sächsischen Herzogs Lothar von Süpplingenburg geschleift und danach nicht wieder aufgebaut. Es entstand anschließend die benachbarte Burg Neuer Falkenstein, und die Burg Alter Falkenstein war vermutlich seit Anfang des 12. Jahrhunderts nicht mehr bewohnt, worauf Scherbenfunde schließen lassen.

## Beschreibung
Die Burganlage bestand aus einer etwa 25 × 65 Meter großen, ovalen Hauptburg sowie einer etwa 85 Meter langen, schmalen Vorburg; die Gesamtanlage war etwa 200 Meter lang. Heutzutage sind am Burgstall noch Teile von Ringgraben und Vorwall sowie Reste der nördlichen Ringmauer zu sehen.
Vom Felsrücken der einstigen Burg bietet sich der Blick ins Selketal. Ein Kreuz erinnert an den hier am 11. Juli 2003 tödlich verunglückten Heimatforscher und Bodendenkmalpfleger Hans Reißmann.